# 泰瑞·麥考夫
泰瑞·麥考夫（英語：Terry McAuliffe；1957年2月9日—）是美国的一位商人和政治人物。他曾於2014年至2018年擔任第72任維吉尼亞州州長。泰瑞·麥考夫的黨籍是民主黨。他是比尔·克林顿1996年竞选连任时竞选联合主席，2001年至2005年担任民主党全国委员会主席，希拉里·克林顿2008年总统竞选主席。
麦考利夫在2021年弗吉尼亚州州长选举中再次竞选州长。他在6月8日的民主党初选中获胜，但在11月2日的大选中被共和党人格伦·杨金击败。